# كين هورن
كين هورن (بالإنجليزية: Ken Horne)‏ (25 يونيو 1926 في المملكة المتحدة - 1 سبتمبر 2015 في المملكة المتحدة) هو لاعب كرة قدم بريطاني (وحمل سابقاً جنسية المملكة المتحدة لبريطانيا العظمى وأيرلندا) في مركز الظهير. لعب مع نادي برينتفورد ونادي بلاكبول ووولفرهامبتون واندررز ونادي دوفر.

## وصلات خارجية
- كين هورن على موقع قاعدة بيانات كرة القدم.إي يو (الإنجليزية)